# ジョン・バトラー・トリオ
ジョン・バトラー・トリオ（The John Butler Trio）は、ギタリスト兼ボーカリストのジョン・バトラー（APRAおよびARIA受賞ミュージシャン）が率いるオーストラリアのルーツ・ロックバンド。1998年にフリーマントルで、ドラムのジェイソン・マッガン、ベースのギャヴィン・シュースミス、ボーカルのジョン・バトラーによって結成された。2009年までに、トリオはバトラー、ベースのバイロン・ルイターズ、ドラムとパーカッションのニッキー・ボンバで構成され、後者は2013年にグラント・ゲラシーに交代した。2019年初めにルイターズとゲラシーの両名がトリオを脱退した後、ベーシストのOJ・ニューカムとドラマーのテレパイ・リッチモンド（ザ・ウィットラムズにも所属）がバンドに加入し、キーボード、パーカッション、バッキングボーカル担当のツアーミュージシャンエレナ・ストーンが同行した。

## 来歴

### 初期のキャリア
ジョン・バトラー・トリオは、ボーカルとギターをジョン・バトラーが担当している。彼は西オーストラリア州フリーマントルで大道芸人としてキャリアをスタートさせ、1996年に自主制作のカセットテープ『Searching for Heritage』をリリースした。コントラバスとベースギター担当のギャヴィン・シュースミスは、ダーウィンで、ディジュリドゥ担当のマーク・ホフマンとパーカッション担当のグラント・スミスと共にKatamaranを結成した。バトラー、シュースミス、そしてドラムのジェイソン・マッガンと共に、ジョン・バトラー・トリオは1998年にフリーマントルで結成され、12月にアルバム『John Butler』を自主制作でリリースした。このアルバムはバトラーがプロデュースし、『Searching for Heritage』からの2曲の再録バージョンが含まれていた。
トリオは1999年に西オーストラリア州をツアーした後、ザ・ウェイフスにソロで彼らのオーストラリアツアーに参加するよう招待され、彼自身もギグを行った。その後、ジョン・バトラー・トリオは独自のツアーを開始し、そこでバトラーは将来の妻となるダニエル・カルアナとブルームで出会った。
ジョン・バトラー・トリオは、ラジオで流れるのに十分な長さの楽曲を収録した4曲入りのEP『JBT』を2000年4月にリリースした。これはバトラーとショーン・オキャラハンがプロデュースした。ラジオ局のTriple Jは「Pickapart」という曲をヘビーローテーションに選んだ。バンドは、2000年にバイロンベイで開催されたEast Coast Blues & Roots Music Festivalでのパフォーマンスで、より広い評価を得始めた。バトラーは、最初のギグには約50人がいたと回想しているが、2回目のギグも同じように始まった時に「雨がどしゃ降りになり、3000人が私たちのテントに駆け込んできた。そしてショーはめちゃくちゃになった。まるで窒息した火のようで、蓋を持ち上げると爆発するような感じだった」。ジョン・バトラー・トリオは、この毎年恒例のイベントでレギュラーアーティストとなっている。

### Three
2001年4月、ジョン・バトラー・トリオは『Three』をリリースし、東海岸でのプロモーションのためにメルボルンに移った。楽曲「Betterman」はTriple Jでヘビーローテーションされた。『Three』はARIAチャートで24位を記録した。また、オルタナティブチャートでは9ヶ月間ランクインし続け、3位に達した。2001年のARIAミュージック・アワードで、このアルバムは「ベスト・インディペンデント・リリース」賞を受賞した。「Betterman」はTriple J Hottest 100, 2001で5位に達した。
シュースミスは自身のバンドThe Groovesmithsを結成するためにトリオを脱退し、バトラーは彼を19歳のロリー・クァークに交代させた。彼は2001年に初の米国ツアーに参加した。クァークは、自身のバンドQuirkでのキャリアを追求するために2002年に脱退した。アンドリュー・フライが次のベーシストとして加入した。
『Three』の成功により、2002年に米国でリリースされ、それに続いて2度の米国ツアーが行われた。バンドはデイヴ・マシューズ・バンドやジョン・メイヤーをサポートし、ボナルー・フェスティバルやサウス・バイ・サウスウエストフェスティバルにも出演した。また、バンドはオーストラリアのSplendour in the Grassフェスティバルにも出演した。バトラー、マネージャーのフィル・スティーブンス、そして同じく西オーストラリアのフォークアーティストであるザ・ウェイフスは、2002年7月にJarrah Recordsを設立した。
精力的なツアーの結果、バンドはオーストラリアで素晴らしいライブでの評価を築いた。バンドは2003年2月に『Living 2001-2002』をリリースした。この2枚組のライブアルバムは、ARIAアルバムチャートでトップ10デビューを果たし、プラチナセールスを達成した。バトラーは、1997年からの5年間の精力的な活動の後、娘バンジョの誕生のために短い休暇を取った。

### 『Sunrise Over Sea』
2003年後半、ジョン・バトラーは、Jo Jo Zep & The Falconsやザ・ブラック・ソロウズのリーダーであるジョー・カミレーリが所有するメルボルンのウッドストック・スタジオに入った。彼はパーカッショニストのニッキー・ボンバとアップライトベース奏者のシャノン・バーチャルからなる新しいバンドを結成した。アルバムのレコーディング後、ボンバは自身のレゲエバンドに戻り、ドラマー/パーカッショニストのマイケル・バーカーに交代した。
ジョン・バトラーは、2004年4月に発売された『ローリング・ストーン』誌のオーストラリア版で、自身のビジョンを追求するためにより大きな自由を求めていると語った。「本質的にこのプロセスから学んだのは、これまで以上に、私が音楽の番人であるということだ。私には直感と先見の明があり、自分の音楽に合ったプレイヤーを選ぶことができる。必ずしも5年、6年、10年とずっと同じプレイヤーでいることが重要なのではなく、その時々の曲に合った適切な化学反応が重要だということを学んだ。私の好きなジミ・ヘンドリックスの音楽のいくつかは、バンド・オブ・ジプシーズとの即興的なものだ。」
タイトル『Sunrise Over Sea』は、2曲目の「Peaches and Cream」の歌詞から取られている。このアルバムは2004年3月15日に全豪アルバムチャートで初登場1位を記録し、発売初週でゴールドディスクを達成した。
『Zebra』EPは2003年12月にリリースされ、2004年初頭にARIAシングルチャートに入った。この曲はTriple J Hottest 100, 2004で7位に選ばれ、オーストラリア中の商業FMラジオで重要なエアプレイを獲得した最初のジョン・バトラー・トリオのシングルとなったが、Triple Jでも依然として人気があった。ジョン・バトラーは2004年3月にAPRAアワードで年間最優秀楽曲賞を受賞した。2006年10月20日、このトラックは米国の人気犯罪ドラマ『NUMBERS 天才数学者の事件ファイル』のエピソード「Traffic」（シーズン3、第5話）のオープニング曲としても使用された。
2005年、ジョン・バトラーと共同設立者である妻のダニエル・カルアナは、JBシード助成プログラムを開始した。「ザ・シードは、あらゆるバックグラウンドを持つオーストラリアのアーティストが、あらゆるジャンルのアートや音楽を創造し、自立したプロのアーティストとして確立するのを助けることを目的としています。」カルアナもインディペンデント音楽を演奏しており、Mama Kinという名前で活動している。

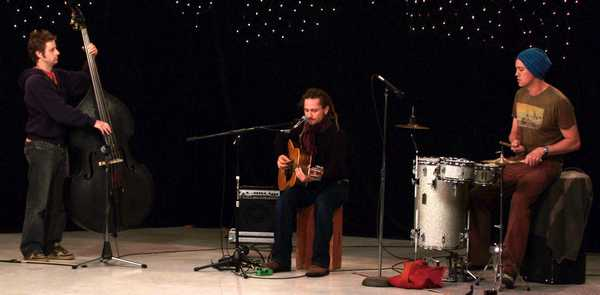
2006年のジョン・バトラー・トリオ。

ボクシング・デーの津波の後、ジョン・バトラー・トリオはシドニーで開催されたWave Aid資金調達コンサートに出演し、被災地で活動する援助団体のための資金を募った。
ジョン・バトラー・トリオは、2007年1月19日にニュージーランドのオークランドで始まったBig Day Out音楽フェスティバルの全会場で演奏し、2月4日に西オーストラリアのパースで終了した。

### 『Grand National』
彼らの4枚目のスタジオアルバム『Grand National』は、2007年3月24日にオーストラリアとニュージーランドで、27日にアメリカとフランスでリリースされた。アルバムからの最初のシングル「Funky Tonight」は、ARIAチャートで15位、2006年のTriple J Hottest 100では12位を記録した。2枚目のシングル「Better Than」もリリースされた。アメリカでのリリースに合わせて、トリオはロサンゼルスからニューヨークまでの5都市を回る小規模なアメリカツアーを予定した。
2007年4月、『Grand National』は、全国の若者向けラジオ局Triple JによってJ Awardにノミネートされた最初のアルバムとなった。「Better Than」は、『Grand National』からの最初の海外シングルとしてリリースされ、2007年6月にアメリカのTriple Aフォーマットチャートで1位を獲得した。また、日本のラジオの国際曲トップ10にもランクインし、フランスではMTVの今週のビデオになるなど、大きなラジオヒットとなった。
2007年7月7日、彼らはシドニーで開催されたライブ・アースのオーストラリア公演に出演した。2007年7月31日、ジョン・バトラー・トリオはジェイ・レノのザ・トゥナイト・ショーで「Better Than」を披露した。2007年8月4日には、ニューポート・フォーク・フェスティバルに出演し、「Used to Get High」、「Better Than」、「Ocean」、「Funky Tonight」、「Good Excuse」を含むセットを演奏した。
2007年、ジョン・バトラー・トリオは、オーストラリア・インディペンデント・レコード（AIR）アワードで「ベスト・パフォーミング・インディペンデント・アルバム」を受賞し、ARIAアワードでは「ベスト・インディペンデント・リリース」と「ベスト・ブルース＆ルーツ・アルバム」も受賞した。
2008年8月3日、彼らはシカゴのロラパルーザに出演した。ジョン・バトラー・トリオは、2008年の夏をG・ラヴ&スペシャル・ソースとのアメリカツアーで締めくくった。
2009年7月、「Betterman」は、Triple J Hottest 100 of all timeで、オーストラリア国民によって47位に選ばれた。
2009年3月26日、ジョン・バトラーは、ジョン・バトラー・トリオの現ベースおよびドラムミュージシャンであるシャノン・バーチャルとマイケル・バーカーがバンドから脱退することを発表した。純粋に芸術的な理由から、ジョンは新しいメンバーと共に新たなインスピレーションを発見するために、ラインナップを変更することが必要だと感じている。ジョンは発表の中で次のように述べた。
マイケルとシャノンは、これまで私がジョン・バトラー・トリオで共演した中で最高のラインナップでした。彼らと一緒に暮らし、愛し、学び、レコーディングし、ツアーするのは喜びでした。彼らのプロフェッショナリズム、音楽性、そして献身は揺るぎないものであり、そのこと、そしてそれ以上の多くのことに対して、私は心から感謝しています。—ジョン・バトラー、2009年
マイケル・バーカーは、ニュージーランドを拠点とするギタリスト/シンガーのグラント・ハウアと共にSwamp Thingを結成した。彼らのファーストアルバム『Balladeer』は2011年5月にリリースされた。

### 『April Uprising』
2009年6月30日、ジョン・バトラーはジョン・バトラー・トリオの新しいベースとドラムのミュージシャンとして、ベーシストにバイロン・ルイターズ、ドラマー兼パーカッショニストにニッキー・ボンバを迎えることを発表した。バトラーの義理の兄弟であるボンバは、以前にもジョン・バトラー・トリオのメンバーだった。
新しいラインナップは、過去数ヶ月をフリーマントルのスタジオで過ごし、バンドの5枚目のスタジオ・アルバムをレコーディングしており、2010年3月26日にリリースされた。アルバムは『April Uprising』と題され、バトラーがSBSの系譜学シリーズ『Who Do You Think You Are?』で自身の祖先を探す旅にちなんで名付けられた。新しいアルバムのレコーディングプロセスは、バンドのウェブサイト上の特別なスタジオセッションページを通じてファンと共有された。アルバムからの最初のシングル「One Way Road」は2009年12月4日にリリースされた。バトラーはこの曲について次のように説明している。
私の音楽的影響のほとんど、つまりダンスホール、ルーツ、ロックの組み合わせだ。どうにかして、これらすべての雰囲気を自然で、あまり作為的でなく、理屈っぽくない方法で表現する方法を見つけた。この曲の雰囲気を捉えることができて本当に嬉しい。
billboard.comによると、バンドはバトラーのフリーマントルにある自宅スタジオで22曲をレコーディングし、これが最終的にアルバムに収録された15曲に絞られた。アルバムは、オーストラリア、ドイツ、ベルギー、スイス、オランダで2010年3月26日に、ニュージーランドとフランスで3月29日に、イギリスで4月5日に、アメリカ/カナダで4月6日にリリースされた。
『April Uprising』は4月5日にオーストラリアのARIAチャートで初登場1位を記録し、アルバムからの最初の2つのシングル「One Way Road」と「Close to You」はオーストラリアのARIAシングルチャートでそれぞれ15位と36位にランクインしたが、両曲ともSpinsラジオエアプレイチャートでトップ5に入り、前者は1位に達した。
2010年6月4日、ジョン・バトラー・トリオはレッドロック野外劇場でショーを行い、その様子はLivestreamを通じて世界中のファンにライブ配信された。
2010年、ジョン・バトラー・トリオはオーストラリア・インディペンデント・レコード（AIR）アワードで「最も人気のあるインディペンデント・アーティスト」賞を受賞し、『April Uprising』は2010年のARIAアワードで「ベスト・ブルース＆ルーツ・アルバム」と「ベスト・インディペンデント・リリース」にノミネートされた。
2012年2月、ジョン・バトラーはフリーマントルの『The Compound』で、トリオのインストゥルメンタルシングル「Ocean」のスタジオバージョンをレコーディングし、同年末にバンドのYouTubeチャンネルにアップロードした。この12分間のビデオクリップはバイラルになり、オンラインで3500万回以上再生された。
2013年8月31日、ジョン・バトラーによって、ニッキー・ボンバ（ドラムとパーカッション）がバンドを脱退することが発表された。その後、10月8日に、バトラーは『Ray Mann Three』のグラント・ゲラシーがトリオの新しいドラマーになることを発表した。

### Flesh & Blood
ジャン・スクビスゼフスキがプロデュースした『Flesh & Blood』は2014年2月7日にリリースされ、先行シングル「Only One」は2013年11月15日にリリースされた。このシングルはTriple J Hottest 100, 2013で87位にランクインし、アルバム自体は2014年のARIAアワードでベスト・ブルース＆ルーツ・アルバム賞を受賞した。アルバムはオーストラリアのARIAチャートで初登場2位を記録し、ハンガリーのチャートでは7位に達した。トリオはまた、新しいアルバムのリリースをサポートするために、2014年2月と3月に大規模な全国ツアーを行った。
『Flesh & Blood』からのシングルは、2014年2月24日にアメリカの深夜トークショー『Conan』で演奏され、2014年4月11日にはTriple Jの『Like a Version』で演奏された。彼らのルーツ・ロックカバー版であるファレル・ウィリアムスの「Happy」は、『Like a Version』の第10巻のCDとDVDに収録されている。

### Homeと解散
ジョン・バトラー・トリオは、2018年8月にアルバム『Home』の先行シングルとして、タイトルトラック「Home」をリリースし、アルバムは9月28日にリリースされた。
2019年3月11日、ジョン・バトラー・トリオはバイロン・ルイターズとグラント・ゲラシーがバンドを脱退することを発表した。
2024年4月、ソロアルバム『Running River』のリリースと共に、バトラーはジョン・バトラー・トリオが2019年後半の『Home』ツアー終了後に解散したことを認めた。

## 政治活動
バンドは2012年10月5日、ザ・ウィルダネス・ソサエティの「Save the キンバリー」コンサートで、クレア・ボウディッチとミッシー・ヒギンズと共にパフォーマンスを行った。このコンサートは、西オーストラリア州ブルームのジェームズ・プライス・ポイント地域を工業化する提案に抗議するための長年のキャンペーンの一環であり、元オーストラリア緑の党党首のボブ・ブラウン博士による演説も行われた。

## メンバー
最終ラインナップ
- ジョン・バトラー – リードボーカル、ギター (1998–2019)
- オーウェン "OJ" ニューカム – ベース、キーボード、バッキングボーカル (2019)
- テレパイ・リッチモンド – ドラム、パーカッション、バッキングボーカル (2019)

元メンバー
- ギャヴィン・シュースミス – ベース (1998–2001)
- ジェイソン・マッガン – ドラム、パーカッション (1998–2003)
- ロリー・クァーク – ベース (2001–2002)
- アンドリュー・フライ – ベース (2002–2003)
- シャノン・バーチャル – ベース、バッキングボーカル (2003–2009)
- ニッキー・ボンバ – ドラム、パーカッション (2003–2004, 2009–2013)
- マイケル・バーカー – ドラム、パーカッション、バッキングボーカル (2004–2009)
- バイロン・ルイターズ – ベース、バッキングボーカル (2009–2019)
- グラント・ゲラシー – ドラム (2013–2019)

元ツアーミュージシャン
- ロズ・ベンソン – パーカッション、バッキングボーカル (2018–2019)
- ベン・コーベット – キーボード、パーカッション、バッキングボーカル (2018–2019)
- エレナ・ストーン – キーボード、パーカッション、バッキングボーカル (2019)

## ディスコグラフィ
スタジオ・アルバム
- 『John Butler』 (1998)
- 『Three』 (2001)
- 『Sunrise Over Sea』 (2004)
- 『Grand National』 (2007)
- 『April Uprising』 (2010)
- 『Flesh & Blood』 (2014)
- 『Home』 (2018)[35]

ライブ・アルバム
- 『Living 2001–2002』 (2003)
- 『Live at St. Gallen』 (2005)
- 『One Small Step』 (2009)
- 『Live at Red Rocks』 (2011)
- 『Tin Shed Tales』 (2012)
- 『Live In Paris』 (2023)